# Liste der Monuments historiques in Montussan
Die Liste der Monuments historiques in Montussan führt die Monuments historiques in der französischen Gemeinde Montussan auf.

## Liste der Objekte
| Bezeichnung | Beschreibung | Standort                | Kennzeichnung | Schutzstatus | Datum | Bild |
| ----------- | ------------ | ----------------------- | ------------- | ------------ | ----- | ---- |
| Glocke      | Bronze, 1741 | in der Kirche St-Martin | PM33000603    | Classé       | 1942  |      |